# Les Jardins du roi (téléfilm)
Pour les articles homonymes, voir Les Jardins du roi.
Les Jardins du roi est un téléfilm français réalisé par Jean Kerchbron, sorti en 1974.

## Synopsis
Jean, marié depuis vingt-cinq ans avec Madeleine, apprend le décès de son amour de jeunesse, Hélène, qu'il n'a jamais réussi à oublier. Au travers d'une lettre posthume que lui a fait parvenir la fille d'Hélène, Jean va se souvenir de sa relation avec la défunte.

## Fiche technique
- Titre : Les Jardins du roi
- Réalisation : Jean Kerchbron
- Adaptation : Jean Kerchbron et Jean Leduc d'après le roman et la pièce de Jacques Tournier
- Pays d'origine : France

## Distribution
- Danielle Darrieux : Hélène
- Elina Labourdette : Madeleine Vaindrier
- Georges Wilson : Jean Vaindrier
- Chris Tanner : Ivy
- Denise Boitard : Hélène Henriet
- Jean-François Duhamel : Le chauffeur du car
- Sally Wilson : Mme Oppenheim